# Museo de Fósiles y Minerales
El Museo de Fósiles y Minerales es un museo de la ciudad española de Melilla situado en el Parque Granja Escuela Rey Felipe VI y concretamente en el Centro de Interpretación de la Naturaleza “Ingeniero Ramón Gavilán”.

## Historia
Creado por la Ciudad Autónoma de Melilla en 2015, tras la adquisición, por parte de la ciudad, de las piezas de una colección particular que, posteriormente, se ha ido ampliando con la donación y compra de nuevos ejemplares a fin de completar distintas familias para ayudar al estudio y entendimiento de la vida a lo largo de la prehistoria.